# Leonid Kogan
Pour les articles homonymes, voir Kogan.
 (avril 2020).
Si vous disposez d'ouvrages ou d'articles de référence ou si vous connaissez des sites web de qualité traitant du thème abordé ici, merci de compléter l'article en donnant les références utiles à sa vérifiabilité et en les liant à la section « Notes et références ».
Leonid Borysovych Kogan (en ukrainien : Леонід Борисович Коган, Leonid Borisovič Kohan), né le 14 novembre 1924 à Ekaterinoslav (alors Union soviétique, aujourd'hui Ukraine) et mort le 17 novembre 1982 est un violoniste soviétique.
Il est mort subitement à Mytichtchi dans un train qui reliait Moscou à Iaroslavl, où il devait donner un concert avec son fils Pavel, également violoniste.

## Parcours artistique
Fils d'un photographe, Leonid Kogan révèle son talent très jeune. Ses parents se sont installés à Moscou pour qu'il puisse être admis au conservatoire, dans la classe d'Abram Yampolski à l'âge de dix ans.
Kogan remporte, en 1951, le premier prix du Concours musical international Reine-Élisabeth-de-Belgique. À partir de 1952, il enseigne au conservatoire de Moscou où il est nommé professeur en 1963. Il enseigne également à l'Académie musicale Chigiana de Sienne à partir de 1980.
Kogan était considéré comme le plus grand violoniste de son pays[réf. nécessaire] avec David Oïstrakh, en raison de son jeu expressif et d'une sensibilité exacerbée, sans pourtant jamais trahir les intentions du compositeur. Également pédagogue, il fut notamment le maître d'Andreï Korsakov, Viktoria Mullova, Oleg Kagan, Alexandre Brussilovsky, Victor Dernovski et Philippe Coutelen.
En 1949, il forma un trio avec son beau-frère le pianiste Emil Guilels et le violoncelliste Mstislav Rostropovitch.
Des sonates de Karen Khatchatourian, des concertos de Tikhon Khrennikov, Kara Karaïev, Lev Knipper et Revol Bounine lui sont dédiés. Mais la plus célèbre dédicace est le concerto de Mieczyslaw Weinberg de 1959. André Jolivet a écrit pour lui son Concerto pour violon, mais il ne l'a pas créé.
Franco Mannino a écrit un concerto pour trois violons à l'intention des trois Kogan (Leonid, Elisaveta et Pavel).
Kogan a joué sur un Stradivarius de 1736, le Youssoupov, puis sur un Guarnerius del Gesù de 1726, le Colin, dont il appréciait les sonorités plus sombres.
Il a, notamment, enregistré en 1959 la Symphonie espagnole de Édouard Lalo avec le Philarmonia Orchestra, sous la direction de Kiril Kondrachine (Les indispensables de Diapason 2024) et le Concerto pour violon et orchestre d'Aram Khatchatourian avec l'Orchestre Symphonique de l'U.R.S.S. sous la direction du compositeur même (Le Chant du Monde LD-A-8.051).

### Vie familiale
Leonid Kogan épouse en 1942 Elisaveta Guilels (1919-2008), violoniste prometteuse et sœur du pianiste Emil Guilels. Leur fils Pavel Kogan poursuit une carrière de violoniste et chef d'orchestre alors que leur fille Nina Kogan, née en 1954, est une pianiste renommée.

## Témoignages filmés
Il reste des interprétations musicales de Leonid Kogan plusieurs témoignages filmés :
- Brahms/Kreisler : danse hongroise n° 17 (Naum Walter)
- Paganini : Cantabile (Naum Walter)
- Paganini : variations sur Nel cor piu mi sento de Paisiello
- Waxman : Carmen Fantasy (Kondrashin/Moscow PO)
- Falla/Kochanski : Suite populaire espagnole (Naum Walter)
- Leclair : sonate pour 2 violons BWV 1004 (Lise Gilels-Kogan)
- Bach : sarabande de la Partita n° 2 en ré mineur
- Handel : sonate en mi majeur (Andrey Mytnik, piano)
- Debussy/Heifetz : Beau Soir (Andrey Mytnik, piano)
- Chostakovitch/Tzigar : quatre préludes (Andrey Mytnik, piano)
- Chostakovitch : concerto pour violon n° 1 - 3.Passacaglia (Kondrashin/Moscow PO)
- Beethoven : concerto pour violon (Froment/Orchestre national de l'ORTF)

Leonid Kogan apparaît également dans le film d'Éric Rohmer Ma nuit chez Maud à l'occasion d'un concert qu'il donnait à Clermont-Ferrand à la fin des années 1960.

## Hommages
La salle Philharmonique de Dnipro porte son nom.